# 亲爱的麻洋街
《亲爱的麻洋街》是一部时代青春剧，由光芒影业、优酷、十间传媒、湖南电广传媒、尚人影业联合出品，导演黄克敏、周劼执导，许魏洲、谭松韵、牛骏峰、陈瑾、史可、焦刚、孔琳、宁文彤、田珉等演员主演。该剧于广州开机，2019年9月杀青，并且于2020年10月22日优酷播出。

## 播放平台
| 頻道         | 所在地   | 日期           | 時間          | 備註 |
| 优酷         | 中国     | 2020年10月22日 |               | 独播 |
| Astro AEC HD | 马来西亚 | 2021年7月29日  | 19:00 - 20:00 |      |

## 演員表
| 演員   | 角色   | 简介 |
| 许魏洲 | 欧小剑 | 他是一位在燃燒中成長且桀驁不馴的少年，也是麻洋街的“異類”，自小天資聰穎，與馬曉曉相互愛慕，在長大之後卻突然從警校退學，成為麻洋街墮落的代表，在灰色地帶游離的他，一直堅守一顆正義之心。雖總是打架鬥毆遊走在灰色地帶，卻肩負了不為人知的秘密使命，跟他父親一樣都是為了警察的使命臥底，承受著常人不能承受的眼光輿論，最終跟自己的親生父親一樣在臥底任務中殉職，最終過了很多年還是無法親口和曉曉說一聲我愛你，就殉職。 |
| 谭松韵 | 马晓晓 | 她是個心思細膩的鄰家姐姐，時而沉著冷靜，時而有些任性。她在麻洋街是出了名的天才學霸，一心想考取北京大學，不懼艱難，努力且堅持。在一同長大的小伙伴前，她又化身成可靠的“麻洋街大姐大”，時時刻刻保護她最重要的朋友。在父母和街坊鄰居面前，她則是懂事省心的好女兒。只有在面對她喜歡的人時，才會顯露出些許不安。曉曉與歐小劍是青梅竹馬，喜歡歐小劍，但最終二人因為各種原因分道揚鑣，她則與默默守護的易東東走到一起。     |
| 牛骏峰 | 易东东 | 是個溫柔待人的鄰家男孩，逐漸成長為有責任感的積極向上的好青年；也是馬曉曉最忠實的守護者，專一的默默守護心愛之人，在馬曉曉最需要關心的時候總會及時出現。他對馬曉曉一見鍾情並默默守護幫助女主，用真心打動女主，暗戀十年後終於修成正果。 |
| 陈瑾   | 牛自萊 | 馬曉曉、馬達達的媽媽，原本是家庭煮婦，後來頂下歐奶奶的早餐店，最後開了餐廳，成為一名女老闆。 |
| 史可   | 郝朴实 | 易東東、易南南、易茜茜的媽媽，湖南人，性格豪爽，是家裡的一把手。 |
| 焦刚   | 易胜利 | 易東東、易南南、易茜茜的爸爸，復員軍人，性格憨厚又開明，携妻带子回到老家麻洋街。 |
| 孔琳   | 林家好 | 梁小寶的母親，傳統女人，整體操心兒子和老公。 |
| 宁文彤 | 梁源超 | 梁小寶的父親，一級舞癡，性格灑脫，追求自由自在的生活。 |
| 田珉   | 陈莉莉 | 孫隼的母親，家庭主婦，面熱心也熱，超級寵愛兒子。 |
| 常凯宁 | 马英俊 | 馬曉曉、馬達達的爸爸，麻洋街F4之馬澤類，愛老婆，寵女兒，小傲嬌。 |
| 傅曉娜 | 歐奶奶 | 歐小劍的奶奶。在麻洋街經營雜貨店。 |
| 穆丽燕 | 曾奶奶 | 曾家的長輩，全能教育家。 |
| 罗忆楠 | 曾珍美 | 曾行和曾好的母親，單親，獨自帶著兒子女兒。 |
| 马东延 | 孙本严 | 孫隼的父親，麻洋街F4之孫西門，麻洋街聯防隊長，很有正義感，治安守護神，寵妻第一人。 |
| 胡浩博 | 孙隼   | 孫隼出生在一個幸福和睦的家庭。少年時期的他，憨萌可愛堪比“傻白甜”，繼承了父親的運動細胞，在羽毛球這項運動上展現了驚人的天賦，後一次意外導致左腿骨折失去了高考保送資格，一度自暴自棄，後在麻洋街夥伴們的關心與開導下，終於突破心結，走向了新的人生。長大後成為了一名攝影師。和馬達達有過一段青澀的初戀。 |
| 李楠   | 马达达 | 馬曉曉的妹妹，性格大大咧咧，沒頭沒腦，一直有明星夢，但家裡沒人支持她。 |
| 尹智玄 | 曾行   | 校園學霸，個性較為偏執，喜歡馬曉曉。 |
| 于翔   | 梁小宝 | 麻洋街原住民。作為一名富二代，性格開朗頑皮，微微話癆。雖然有時候會捉弄身邊的人，但是對麻洋街的朋友們卻仗義直爽。同時，對待感情他又十分癡情專一。 |
| 于昕仡 | 曾好   | 曾行的妹妹，麻洋街唯一會鋼琴的女孩子，純真善良，天生的音樂家。 |
| 龚锐   | 易南南 | 易家二兒子易南南，性格憨直，不喜歡讀書，想要當兵。但一次意外改變了他的人生軌跡，讓他逐漸退去自己的青澀和幼稚變得更加成熟穩重。 |
| 刘亦然 | 易茜茜 | 易家最小的女兒，易東東的妹妹，從小備受寵愛，是麻洋街的小團寵。 |